# 職員の退職管理に関する政令
職員の退職管理に関する政令（しょくいんのたいしょくかんりにかんするせいれい、平成20年12月25日政令第389号）は、国家公務員法（昭和22年法律第120号）、国家公務員法等の一部を改正する法律（平成19年法律第108号）に基づき国家公務員の退職管理の扱いについて定めた日本の政令である。
法令番号は平成20年政令第389号、2008年（平成20年）12月25日公布、同年12月31日施行された。この政令は同名の2007年（平成19年）12月7日に公布され同年12月27日に施行された平成19年政令第352号が全部改正されたものである。以下、特記ない限り全部改正後の政令を「この政令」と表記する。

## 問題
2009年1月に、この政令が官僚退職者の渡りを禁止する政府・与党の方針に反するものであるとして政治問題化した。天下り政令・渡り政令は、批判派からのこの政令の通称である。
国家公務員法第18条の4の規定より、職員の退職管理に関する権限は、再就職等監視委員会にある。以下条文。
特に問題とされるのは、この政令の附則第21条（委員長等が任命されるまでの間の経過措置）第1項の
の規定である。この規定により、再就職等監視委員会が成立するまでの間、国家公務員法により内閣総理大臣から再就職等監視委員会等に委任した権限を内閣総理大臣が行使することになる。これは、ねじれ国会下の野党が過半数を占める参議院が再就職等監視委員会の委員長や委員の人事に同意しないため、再就職等監視委員会が成立せず、「天下り」・「渡り」に対する承認（法第106条の5等）ができないため、「天下り」・「渡り」ができなくなる事態に対処しようとしたものである。この規定は、改正法附則第十六条の「附則第四条から前条までに定めるもののほか、この法律の施行に関し必要な経過措置（罰則に関する経過措置を含む。）は、人事院規則（人事院の所掌する事項以外の事項については、政令）で定める。」に基づくものではあるが、事実上、法律を政令により改正するに等しい内容であり委任の範囲を逸脱するものであるとする批判がある。なお、この状態は2012年3月21日に委員の任命が行われ解消されるまでの約3年継続した。